# Zoran Tadić
Zoran Tadić (2 de septiembre de 1941 – 9 de septiembre de 2007) fue un director de cine y crítico croata. Zoran Tadić es considerado uno de los realizadores más importantes del cine croata, dirigiendo una veintena de películas entre 1969 y 1997. Estudió literatura comparada y filosofía en Zagreb. Comenzó su carrera como crítico y publicista en 1961, y posteriormente, trabajó como ayudante de direcció coguionista. Una de sus mejores obras fue Ritam zlocina (1981), un thriller de ciencia ficción basado en un relato corto de Pavao Pavličić.

## Filmografía seleccionada
- Ritam zlocina (1981)
- Treci kljuc (1983)
- San o ruzi (1986)
- Orao (1990)
- Treca zena (1993)